# Friedrich Heinrich Wiggers
Friedrich Heinrich Wiggers, auch Fridrich Hindrich oder Fridericus Henricus, der Nachname auch in der Schreibung Wichers (* 15. März 1746 in Krempe, Holstein; † 3. März 1811 in Husum) war ein deutscher Botaniker und Arzt. Sein botanisches Autorenkürzel lautet „F.H.Wigg.“; früher war auch das Kürzel  „Wiggers“ in Gebrauch.  

## Leben und Wirken
Seine Dissertation von 1780 trägt den Titel Primitiae florae holsaticae. 1787 legte Georg Heinrich Weber (1752–1828) ein Supplement dazu unter dem Titel Supplementum florae holsaticae auf.

## Ehrungen
Nach ihm ist die Pflanzengattung Wiggersia G.Gaertn., B.Mey. & Scherb. aus der Familie der Hülsenfrüchtler (Fabaceae) benannt.